# Konie (gmina)
Konie (od 1973 Pniewy) – dawna gmina wiejska istniejąca do 1954 roku w woj. warszawskim. Nazwa gminy pochodzi od wsi Konie, lecz siedzibą władz gminy były kolejno Kruszew (II RP) i Pniewy (PRL). 
W okresie międzywojennym gmina Konie należała do powiatu grójeckiego w woj. warszawskim. Po wojnie gmina zachowała przynależność administracyjną. Według stanu z dnia 1 lipca 1952 roku gmina składała się z 41 gromad.
Jednostka została zniesiona 29 września 1954 roku wraz z reformą wprowadzającą gromady w miejsce gmin. Po reaktywowaniu gmin z dniem 1 stycznia 1973 roku gminy Konie nie przywrócono a jej dawny obszar wszedł w skład gminy Pniewy.